# Andrés Alfonso
Andrés Alfonso Vergara (1922, Tlacotalpan, Veracruz-2010, Veracruz ) fue un músico de son jarocho, ejecutante del arpa jarocha y laudero.
Participó en la llamada época de oro del son jarocho desde la Ciudad de México, a donde llegó en 1943, formando parte de connotadas
agrupaciones como el Conjunto Tierra Blanca, Los Costeños y el Conjunto Medellín. Crea el arpa grande veracruzana que es la
que se utiliza hasta nuestros días.
Formó parte de la rica escena musical de la Ciudad de México desde los años cuarenta cuando participó en la campaña de Miguel Alemán ayudando a popularizar La bamba como tema de campaña. Durante muchos desde su
llegada a la ciudad de México continuó presentándose en multitud de lugares, alternando con artistas como Pedro Vargas, Toña la Negra, Pedro Infante y Rosita Quintana entre muchos otros. Ingresa a la Asociación Nacional de Actores y participa en películas como Qué verde era mi padre de 1947 dirigida por Ismael Rodríguez con Evita Muñoz “Chachita” y La mulata de Córdoba de 1945 con José Baviera y dirigido por Adolfo Fernández Bustamante.
En 1963 se integra al Ballet Folklórico de México de Amalia Hernández con el que realiza temporadas en el Palacio de Bellas Artes y viaja por los Estados Unidos, Canadá, Puerto Rico, Australia y Nueva
Zelanda. 

## Grabaciones
- Participaciones en vivo en (Encuentro de Jaraneros. Vol. 1 “El balajú”, Vol. 3, “El siquisirí” y Vol. 5, “La morena”);

- El disco Folklore Mexicano Vol. II

- Antología del Son jarocho con Rutilo Parroquín ejecutando una Morena, y un Fandanguito con Julián Cruz;

- El disco Soneros de la Cuenca con Memo Salamanca, Rodrigo Gutiérrez Castellanos, Armando Gutiérrez Cruz y Rafael Figueroa Alavés;

- “El Cupido (menor)” y “El jarabe loco” en el disco de Son de Madera llamado Raíces;

- junto con Julián Cruz “El toro zacamandú” del disco A la trova más bonita..., grabaciones de José Raúl Hellmer editadas por el INAH

- DVD/CD Grandes de Tlacotalpan: Entre décimas y sones.